# Ruadhan di Lorrha
Ruadhan di Lorrha, chiamato anche Rodan, Ruadan o Ruadán (Leinster, ... – 5 aprile 584), è stato un abate irlandese. 
È considerato un confessore ed è uno dei dodici apostoli d'Irlanda.

## Biografia
Ruadhan (il nome è un diminutivo di Ruadh) nacque nel Leinster, in data imprecisata; era imparentato con la famiglia reale del Munster. Studiò sotto la guida di san Finnian di Clonard, e fondò il monastero di Lorrha (vicino a North Tipperary), di cui fu abate, intorno al 545.
Secondo una leggenda, denominata "La Maledizione di Tara" (The Cursing of Tara), Ruadhan si recò in ambasciata presso re Dermot di Tara nel 556, maledicendolo per aver violato la santità del suo monastero per rapire il re del Connacht, che si era ivi rifugiato.
Morì nel suo monastero nel 584, per cause naturali; la sua mano era conservata come reliquia a Lorrha, ma andò distrutta durante la Riforma protestante.